# Seznam představitelů obce Chotýšany
Toto je seznam představitelů obce Chotýšany.

## Rychtáři
Prvním rychtářem uváděným v dochovaných záznamech za panské vlády byl Martin Vytlačil, který byl v tomto úřadě asi 40 let. Po něm se stal rychtářem jeho syn Matěj Jiří Vytlačil.
- 1800–1806, František Mašek (Macek)
- 1806, Vojtěch Mikulášek
- 1806–1807, František Mašek (Matzek)
- 1807–1823, Jan Hronek
- 1823–1848, Matěj Hronek

## Starostové
- 1848–1860, Vojtěch Vacek
- 1860–1867, Filip Buzek (spravoval obec Městečko)
- 1867–1873, Jan Blažek (byl také starostou Městečka)
- 1873–1877, Filip Buzek
- 1877–1896, Jan Sysel
- 1896–1919, Josef Sysel
- 1919–1928, Josef Šimek
- 1928–1945, Josef Toula

## Předsedové místního národního výboru
- 1945, Zbyněk Theissig
- 1945–1950, Josef Šilha
- 1950–1957, Josef Jukl
- 1957–1964, František Starosta
- 1964–1973, Josef Jukl
- 1973–1977, Miloslav Matoušek
- 1977–1981, Ing. Karel Sysel
- 1981–1990, František Starosta

## Starostové obce od r. 1990
- 1990–1995, Miroslav Budka
- 1995–2006, Jiří Granát (Sdružení SZ, NK)
- 2006–2010, Miroslav Budka (Sdružení pro rozvoj Chotýšan)
- 2010–2014, Ing. Blanka Bejdáková (Sdružení pro rozvoj Chotýšan)
- od 2014, Bohuslav Kovář (Nový směr)